# Mindenszentek temploma (Pécs)
A Mindenszentek temploma Pécs városának egyik legrégebbi épülete és legrégebbi temploma, melyet a 12. század során építettek az akkori városfalon kívül, attól keletre. Ennek köszönhető, hogy a török hódoltság alatt megmaradt a város egyetlen keresztény templomának, melyet a római katolikus, a református és az unitárius egyház is használt. Ebben az időben zajlott le a pécsi disputa. A 18. század elején a székesegyház felújítása alatt püspöki székhely lett, 1740-ben építették át a homlokzatát és építették meg tornyát. Műemléki védettség alatt áll.

## Fekvése
A templom a történelmi városfalon kívül, a mai Havihegy városrészben, a Tettye alsó részén, a Tettye-patak völgyében található, a Majorossy Imre utca és a Tettye utca találkozásánál.

## Története

### A középkorban
Az eredetileg egyhajós, feltehetőleg egyenes szentélyzáródású templom a 12. század elején, a román korban épült, így a Székesegyház mellett Pécs legrégibb épületei közé tartozik. 1157-ben szentelték fel. Írás említi 1333-ből György nevű papját. A 15. század végén szentélyét késő gótikus stílusban beboltozták, támpillérekkel látták el, s a déli részéhez bordás keresztboltozattal fedett előcsarnokot építettek.

### A török hódoltság alatt

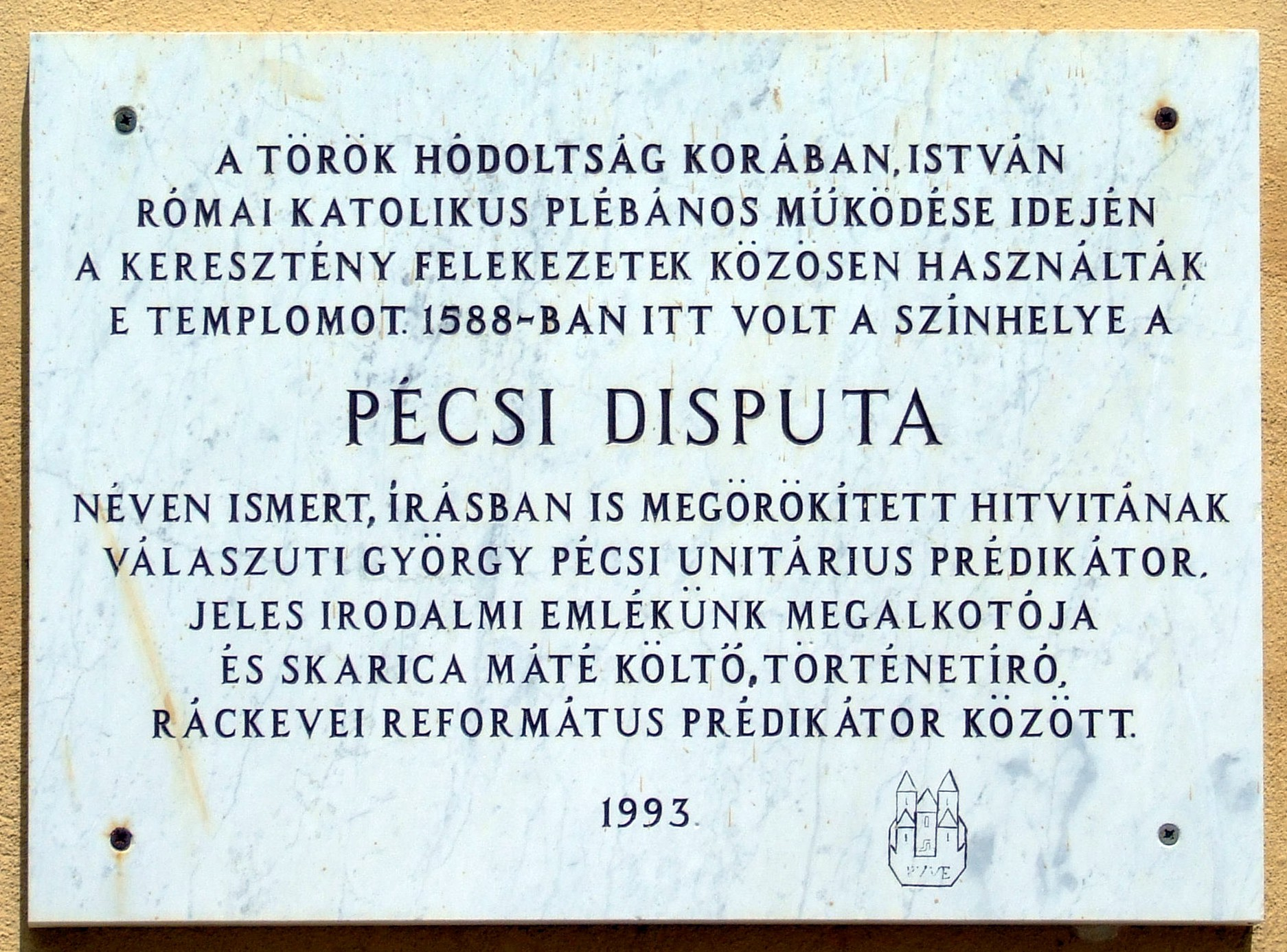
A pécsi disputa emléktáblája

A török hódoltság alatt a városfalon kívül elhelyezkedő templom Pécs egyetlen keresztény kézen levő temploma volt, melyet egyaránt használt a római katolikus, a református és az unitárius egyház. Itt folyt le 1588 augusztusában a Pécsi disputa néven írásban is megörökített hitvita Válaszúti György pécsi unitárius és Skarica Máté ráckevei református prédikátor között. Mivel a város és a megye nagy része az untiárius vallást követte, a 16. század végétől a 17. század közepéig jellemzően unitárius templommá vált. Az 1628-as pestis következtében a katolikusok annyira megfogyatkoztak, hogy innentől kezdve csak unitárius istentiszteletet tartottak. 1664-től újra katolikus templom, majd 1687-től 1704-ig, rövid időn keresztül jezsuita kézen is volt.

### A török hódoltság után
A törökök kiűzését követően, a 18. század, Radanay Mátyás püspöksége alatt ideiglenesen püspöki székhely rangot kapott a székesegyház felújítása miatt, aki egyben az unitáriusok erőszakos térítését is megkezdte. Püspöksége alatt a templommal szembeni házban lakott. 1712 és 1720 között az Ágoston-rendi szerzetesek is a templomot használták. Ebben a korban, az 1730-as, 1740-es években Fonyó Sándor kanonok idején háromhajóssá építették át. A hosszházhoz az oldalfalak áttörésével dongaboltozatos mellékhajókat csatoltak, a mellékhajók felett negyedköríves, faszerkezetű dongával fedett emporiumokkal. Ugyanakkor a főhajó addigi mennyezetét fiókos dongával cserélték ki. A barokk átépítés idejéből való jellegzetes, hagymasisakos tornya, s mai felszerelése is.
A templom körül fallal kerített temető helyezkedik el, déli részén 18-19. századi sírokkal, északi részén barokk sírkövekkel. A temetőt 1832-ben szüntették meg.
1935-ben karmelita kolostort építettek az északi oldalához, mellyel közös fala is van. Ez eredetileg apácazárda volt, ma a Hittudományi Főiskola használja.

## A templom belseje
A torony alatt belépve 16-17. századi szenteltvíztartó található. A főoltár 18. századi, rajta a négy evangélista szobra, felette Fonyó Sándor plébános címere. A mellékhajókban barokk mellékoltárok találhatók: északon Tolentinói Szent Miklós, délen Szent József képével.
A templom padlózatában 8 sírkő és kripta található.

## Miserend
A templomban nincs rendszeres mise, csupán búcsúnapján, november elsején tartanak szentmisét. Minden csütörtökön vesperás van a templomban.